# 데이비드 스트라스먼

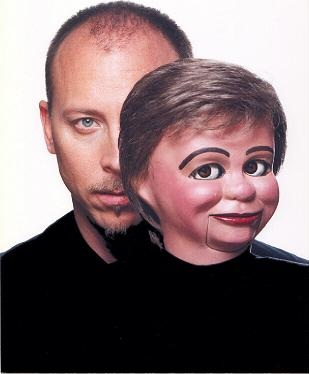

데이빗 스트라스먼(David Strassman, 1957년 9월 6일 ~ )은 미국의 거리 예술가, 배우, 텔레비전 배우이다.
로스앤젤레스에서 태어났다.

## 영화
- 심해의 공포 (1980년) - 빌리 역